# Orchis militaris
Orchis militaris es una especie incluida en el género de orquídeas Orchis de la subfamilia Orchidoideae de la familia Orchidaceae. Se distribuyen por Europa. Son de hábitos terrestres y tienen tubérculos.

## Descripción

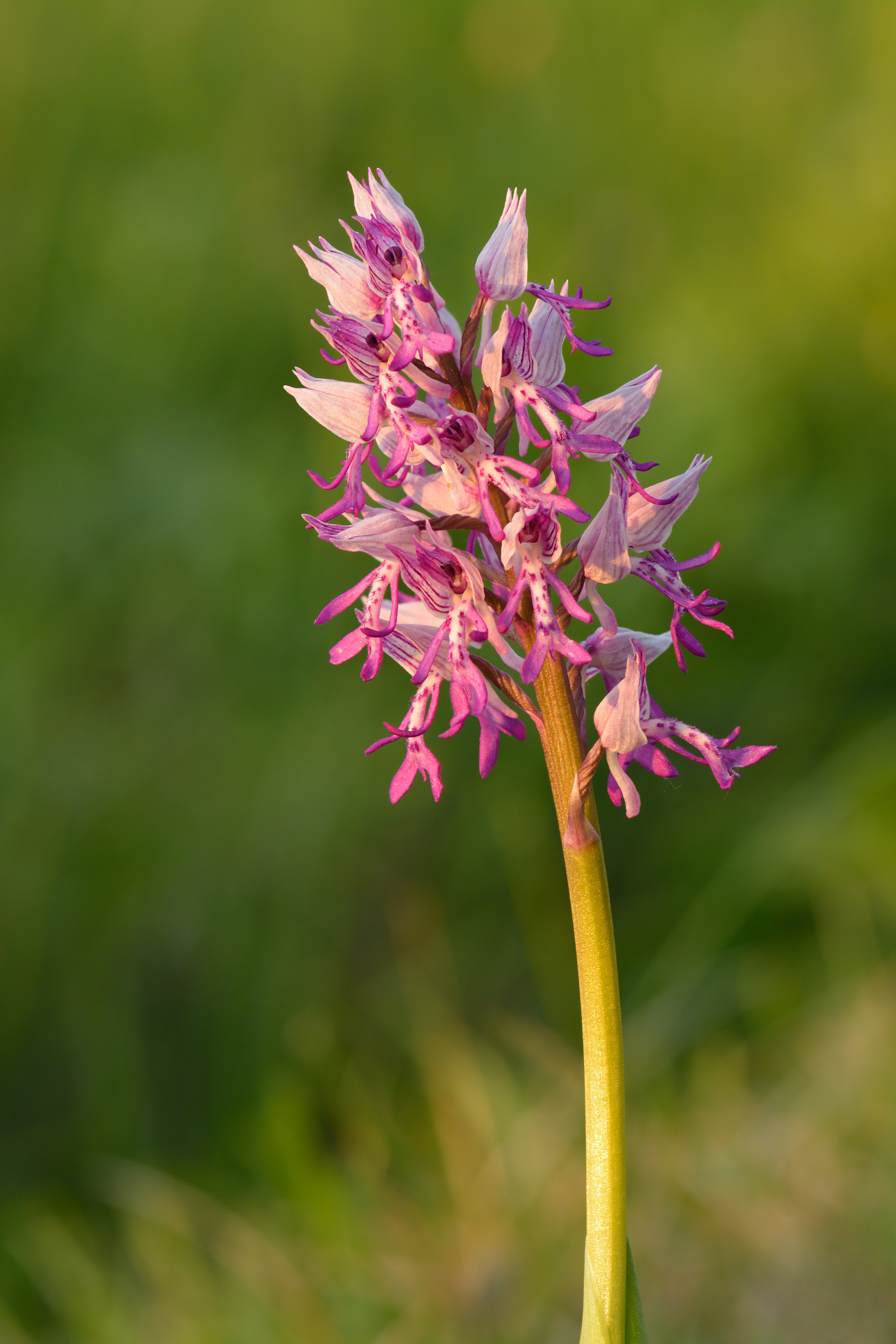
Inflorescencia.

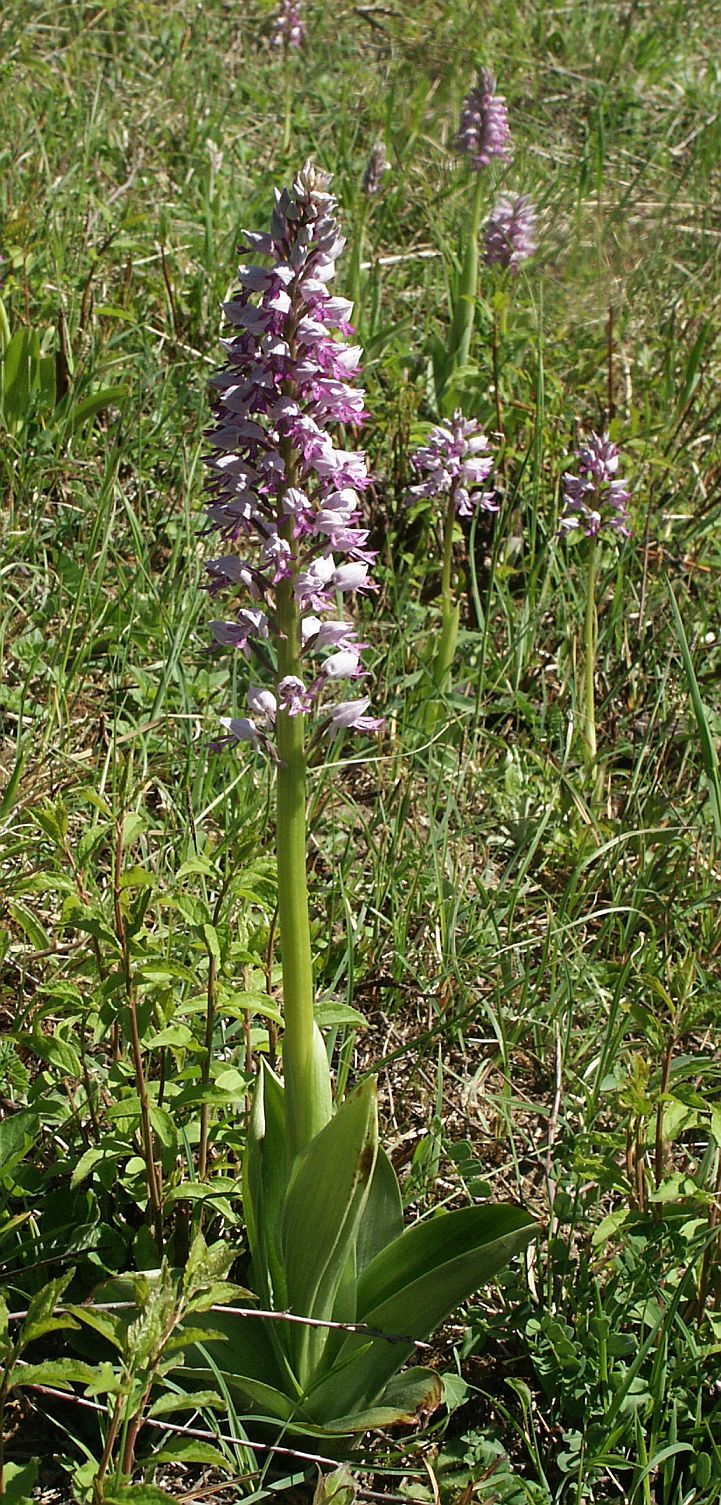
Orchis militaris planta.

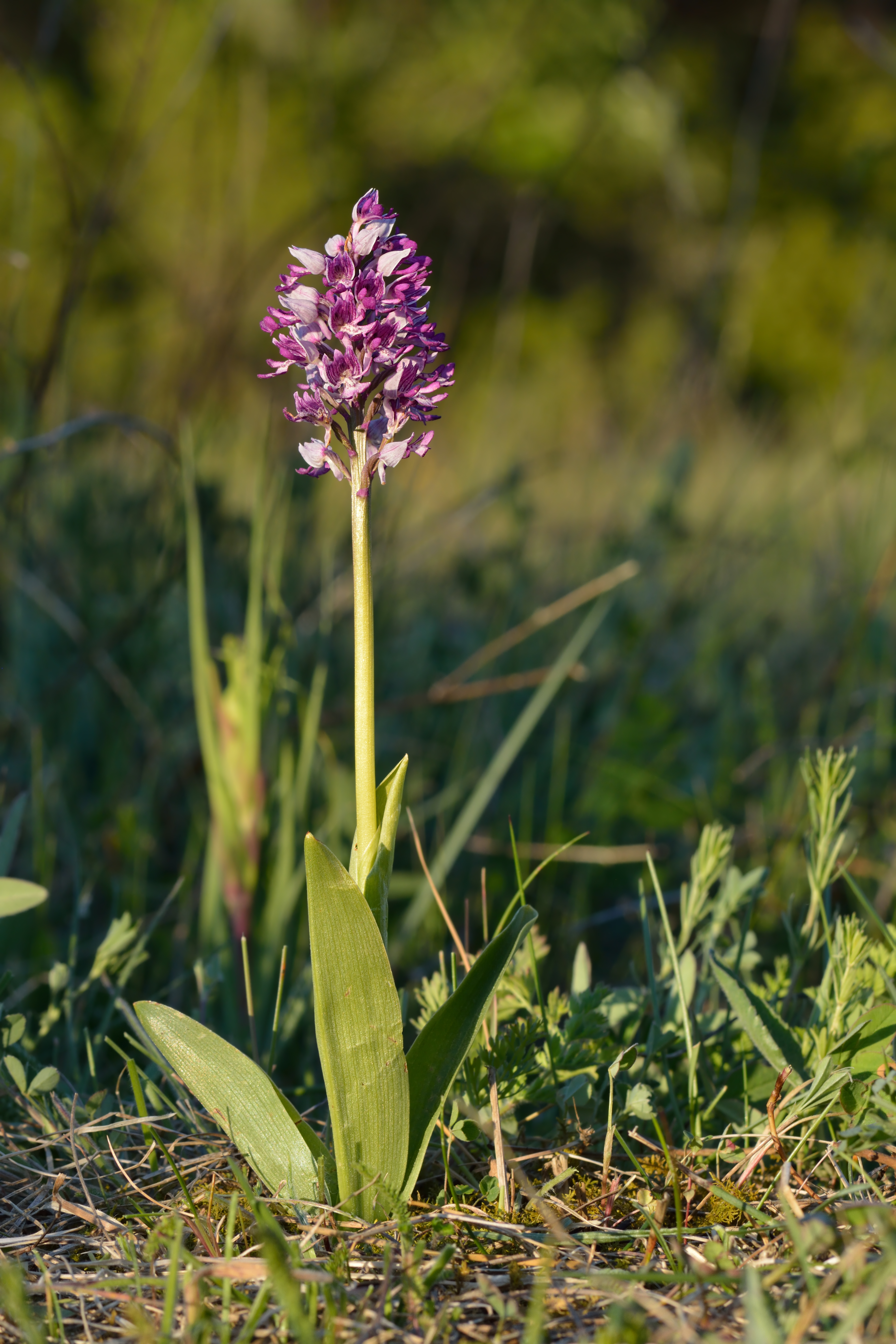
Orchis militaris planta.

Las hojas son oblongas con una longitud de 5 cm, crecen desde los nódulos subterráneos que tienen un tamaño máximo de 6 cm y son redondos

Las inflorescencias que son erectas en espiga, salen de la roseta basal de hojas estando cubierto el tallo en 1/3 por una bráctea color verde claro.

Presenta una densa floración con flores pequeñas. Los tres sépaloson iguales en tamaño estando soldados por los lados quedando los ápices sueltos y forman una especie de casco militar (de ahí el nombre), que cubre la columna. Los sépalos presentan un color blanco rosado uniforme en el haz, y unas nervaduras de color rosa intenso en el envés.

El labelo sobresale debajo del casco 2/3 partes es de color rosa intenso por los bordes con línea blanca en el centro manchada con puntos del mismo color rosa. El labelo presenta una indentación en el extremo de la parte inferior con dos lóbulos estrechos y una espuela reducida en el apéndice intermedio. También presenta dos lóbulos, uno a cada lado en la parte inferior que están ligeramente arqueados hacia fuera y hacia abajo. Estos lóbulos le dan el aspecto de letra H al labelo. Tiene dos pétalos más muy reducidos.

Floreciendo desde abril hasta junio. El color puede variar desde blanco a diferentes tonos de rosa.

## Hábitat
Se desarrolla en prados y terrenos a la luz solar directa o media sombra.

## Usos medicinales
La harina de sus tubérculos llamada salep es muy nutritiva y demulcente. Se usa en dietas especiales de convalecientes y niños. Es muy rica en mucílago y forma una demulcente y suave gelatina que se usa para el canal gastrointestinal irritado. Una parte de harina con cincuenta partes de agua son suficientes para formar la gelatina. El tubérculo para preparar la harina debe ser recolectado cuando la planta está recién seca después de la floración y cuando ha soltado las semillas.

## Taxonomía
Orchis militaris fue descrita por Carlos Linneo y publicado en Species Plantarum 2: 941. 1753.
Etimología
Estas orquídeas reciben su nombre del griego όρχις "orchis", que significa testículo, por la apariencia de los tubérculos subterráneos en algunas especies terrestres. La palabra 'orchis' la usó por primera vez Teofrasto (371/372 - 287/286 a. C.), en su libro "De historia plantarum" (La historia natural de las plantas). Fue discípulo de Aristóteles y está considerado como el padre de la Botánica y de la Ecología.
militaris: epíteto latino que significa militar, por la forma de los sépalos que le da a la flor una apariencia de guerrero.

## Híbridos en la Naturaleza conOrchis militaris
- Orchis × hybrida (Orchis militaris × Orchis purpurea)
- Orchis × spuria (Orchis militaris × Orchis anthropophora)

## Sinonimia
- Orchis cinerea Schrank 1789;
- Orchis galeata Poir. 1789;
- Orchis militaris subsp. stevenii (Rchb.f.) B.Baumann & al. 2003;
- Orchis militaris var. tenuifrons P.D.Sell in P.D.Sell & G.Murrell 1996;
- Orchis mimusops Thuill. 1799;
- Orchis nervata Marchand 1827;
- Orchis punctulata subsp. stevenii (Rchb.f.) H.Sund. 1980;
- Orchis raddeana Regel 1869;
- Orchis rivini Gouan 1775;
- Orchis stevenii Rchb.f. 1849;
- Strateuma militaris (L.) Salisb. 1812[3]